# Барт Берман
Барт Берман (нід. Bart Berman, івр. ברט ברמן; нар. 29 грудня 1938, Роттердам) — нідерландсько-ізраїльський піаніст і композитор.

## Біографія
Навчався в Амстердамській консерваторії у Яапа Спандермана як піаніст і у Бертуса ван Лієра як композитор, потім вдосконалювався як піаніст під керівництвом Тео Брейнса і Альфреда Бренделя. 
1970 року отримав перший приз на конкурсі молодих виконавців Gaudeamus.
Піаністична спеціалізація Бермана включає в себе твори Баха, Гайдна, Моцарта і особливо Шуберта, а також музику композиторів XX століття, особливо голландських та ізраїльських (у дискографії Бермана є, наприклад, CD «Композитори з кіббуцу», 1985). Окремий інтерес Берман протягом всієї кар'єри виявляє до фортепіанних дуетів і п'єс для фортепіано в чотири руки.
Композиторська творчість Бермана значною мірою є прямим продовженням виконавства. Берману належать оригінальні каденції для всіх фортепіанних концертів Гайдна, Моцарта і Бетховена. Крім того, він написав завершення до решти незакінчених творів композиторів минулого: «Мистецтву фуги» Баха, Сонаті для фортепіано в чотири руки Моцарта (K357), незакінчених фортепіанних сонат Шуберта, Соната для альта Глінки та ін.
Берман викладав фортепіано в різних навчальних закладах Нідерландів та Ізраїлю. Серед його учнів, зокрема, Маргріт Елен та Дрор Елімелех.